# Ponometia sutrix
Ponometia sutrix là một loài bướm đêm trong họ Noctuidae.